# Bluey (sèrie de televisió)
Bluey és una sèrie animada infantil australiana per a nens en edat preescolar, formada per episodis de 7 minuts, que es va estrenar a la cadena ABC Kids el primer d'octubre de 2018. El programa va ser creat per Joe Brumm amb la companyia de producció Ludo Studio. Va ser comissionat per l'Australian Broadcasting Corporation i la British Broadcasting Corporation. La BBC Studios té els drets de comercialització i distribució global. Als Estats Units i internacional la sèrie es va estrenar al canal Disney Junior.
Bluey ha rebut una audiència alta a Austràlia tant en televisió en obert com en serveis de vídeos sota demanda. El programa va guanyar un Premi Logie per ser el «programa de nens més destacat» de 2019 així com un Premi Internacional Emmy Kids. Ha estat elogiat per crítics de televisió per representar la vida familiar quotidiana moderna, amb missatges constructius sobre la criança dels infants i on destaca també el paper de Bandit com una figura paterna positiva. Bluey es va renovar per a una tercera temporada l'octubre de 2020. El novembre de 2022 Bluey va convertir-se, arreu del món, en la sisena sèrie més vista a Disney+.

## Trama
La sèrie segueix Bluey, una cadell de Bover australià (Blue Heeler) de sis anys que es caracteritza per la seva abundància d'energia, imaginació i curiositat pel món. Ella viu amb el seu pare Bandit, la seva mare Chilli i la seva germana petita Bingo, amb qui comparteix aventures en mons imaginaris. Els altres personatges que apareixen representen a races de gossos diferents. Els temes generals del programa són la família, la maternitat i la paternitat, el creixement i la criança i la cultura australiana. Durant les petites històries de set minuts, la sèrie mostra els drames i els moments de diversió del dia a dia d'aquesta família i transmet missatges positius tant pels infants com pels adults que els acompanyen.

## Personatges
Les veus originals dels personatges infantils les van posar els fills de l'equip de producció de programa i no estan acreditades.
Personatges principals
- Bluey: és una cadella de Blue Heeler de sis anys. És curiosa i enèrgica.
- Chilli: (veu de Melanie Zanetti): és una Red Heeler i és la mare de Bluey i Bingo.[6] Treballa a mitja jornada de guàrdia de seguretat de l'aeroport.[7]
- Bandit (veu de Dave McCormack): és un Blue Heeler i és el pare de Bluey i Bingo.[8] Treballa d'arqueòleg.[7]
- Bingo: és la germana petita de Bluey. Té quatre anys i és una cadella de Red Heeler.

## Episodis
La primera temporada es va estrenar a Austràlia a la cadena ABC Kids el primer d'octubre de 2018, amb 26 episodis emesos diàriament durant tot aquell mes. Els següents 25 episodis de la primera temporada van començar a emetre's el primer d'abril de 2019. L'episodi final de la primera temporada fou un especial de Nadal, emès el 12 de desembre de 2019. El març de 2019 es va informar que s'havia produït una segona temporada de 52 episodis; l'ordre episòdic es va anunciar oficialment al maig. La segona temporada es va estrenar el 17 de març de 2020, i els primers 26 episodis es van emetre diàriament fins a l'abril. Els episodis restants van començar a emetre's el 25 d'octubre de 2020, incloent-hi un especial de Nadal, que es va emetre el primer de desembre de 2020, i un especial de Pasqua, que es va emetre el 4 d'abril de 2021. Les discussions preliminars per a la tercera temporada van haver començat l'abril de 2020; l'encàrrec es va fer oficial l'octubre d'aquell mateix any. La tercera temporada va començar a emetre's el 5 de setembre de 2021 amb un especial temàtic del Dia del Pare, seguit de més episodis a partir del 22 de novembre de 2021 i el 13 de juny de 2022.

## Recepció
Bluey ha gaudit d'un acolliment crític positiu. La sèrie va rebre un segell d'aprovació de Common Sense Media, i la crítica Emily Ashby va elogiar-ne els temes familiars i socials positius. Bluey va ser elogiada per Philippa Chandler del The Guardian pel seu «guió nítid» i la seva descripció de la vida familiar quotidiana, al mateix temps que va comentar que el seu origen en Queensland la distingeix d'altres caricatures de la televisió. Segons una enquesta de The New York Times als seus lectors, Bluey va ser catalogat com un dels programes favorits dels nens i va ser descrit com a encantador, intel·ligent i molt real. Stephanie Convery de The Guardian va qualificar la sèrie de divertida i va atribuir el seu humor al «comportament peculiar» dels personatges infantils. La sèrie va ser inclosa en la llista de millors programes de la dècada de Junkee, en la qual va ser descrita com «una delícia absoluta».
La sèrie va rebre elogis pels seus missatges de criança constructius i la descripció de Bandit Heeler com una figura paterna positiva. El personatge va ser elogiat per la seva naturalesa pacient, la seva voluntat de fer les tasques de la llar i jugar amb els seus fills. Jennifer McClellan de USA Today va descriure Bandit com a «sarcàstic i comprensiu». Ha estat rebut com «més intel·ligent emocionalment» que el pare de Pepa, la porqueta. Els reporters de The Guardian van escriure que els missatges del programa sobre la criança dels fills s'alineen amb la literatura publicada sobre el benestar dels pares, assenyalant com el programa descriu la importància del joc i l'aprenentatge d'habilitats socials en el desenvolupament infantil. McClellan va reconèixer la dinàmica familiar dels personatges; va descriure a Chilli com la «veu de la raó» i va notar com Bluey i Bingo aprenen a navegar en la seva relació de germanes. Convery va comentar que les germanes són representacions precises dels nens, i que els rols dels pares no es presenten com estereotipats dels seus respectius gèneres. La sèrie també ha rebut elogis a internet per la seva representació de problemes de dèficit d'atenció a través del personatge de Jack.
El lloc web de la sèrie va ser criticat perquè en la descripció del personatge de Chilli deia que el seu retorn a la feina de mitja jornada li impedeix ser una mare tan involucrada com altres mares; després de les crítiques es modificà la descripció. ABC va emetre una disculpa l'agost de 2020 per l'ús del terme «ooga booga» en alguns episodis de la sèrie, que va ser descrit com un terme amb «connotacions racials i una història problemàtica per als australians aborígens» en la queixa d'un espectador. L'ABC va afirmar que el terme només havia estat pensat com a «argot amb rimes irreverents inventades per a nens», i van mantenir el seu compromís d'abordar la discriminació.